# 牙買加·金凱德
牙買加·金凱德（英語：Jamaica Kincaid，/kɪnˈkeɪd/；1949年5月25日—），原名伊萊恩·辛西婭·波特·理查森（Elaine Cynthia Potter Richardson），安地卡及巴布達作家，哈佛大學英文系常駐非洲和非裔美國人研究教授，被譽為當代西印度群島最重要的作家，有著「來自加勒比海帶刺的黑玫瑰」之稱，乃至其作品被美國新銳批評家布魯斯·羅賓斯（Bruce Robbins）稱之「具有世界主義意義上重劃文化資本疆界之重大意義」

## 生平
牙買加·金凱德的本名是愛琳娜·波特·里查德森，1949年出生在加勒比海英屬殖民地安蒂瓜。9岁以前非常喜爱自己的母亲，因為三个弟弟陆续出生，她变得很偏心。牙买加曾经是一位非常聪明而且有天赋的孩子，可是她的母亲还是让她提前休了学，只因为她的家庭還有弟弟們需要大量开支。她开始懂得反抗母親，与此同时她的继父也得了重病。她的母亲就把幼小的她送到了纽约去打临时工，要她帮助家里的日常开销和昂贵的药费。牙买加到了纽约后，非常努力的工作，不過她不要汇钱回家。

## 作品
- 《河底》（At the Bottom of the River）
- 《安妮·強的烈焰青春》（Annie John :A Novel）
- 《一處小地方》（A Small Place）
- 《我的母親的自傳》（The Autobiography of My Mother）
- 《露西》（Lucy: A Novel）
- 《我的兄弟》（My Brother）
- 《我的花園》（My Garden）
- 《說故事》（Talk Stories）
- 《波特先生》（Mr.Potter: A Novel）